# Alaa Murabit
Alaa Murabit, née le 26 octobre 1989, est une femme médecin, de nationalité canadienne et libyenne, militante pour la paix et pour les droits des femmes, connue notamment pour l'organisation qu'elle a créée en Libye en 2011, La Voix des Femmes Libyennes.

## Biographie
En octobre 1986, elle naît et grandit à Saskatoon, dans la province de Saskatchewan, au Canada. Elle est la sixième des onze enfants de sa famille. Son père, médecin, et sa mère sont d'origine libyenne. Elle cite dans ses conférences TED l'influence de cette enfance au sein d'une fratrie, sur l'apprentissage de la vie collective et sur la nécessité d'être à la table.
À 15 ans, alors qu'elle termine ses études secondaires, sa famille déménage, en Libye, en 2005, plus précisément à Zaouïa, ville natale de ses parents, située sur la côte méditerranéenne, à l'ouest du pays. Elle étudie à la faculté de Médecine de l'Université de Zaouïa de 2006 à 2013. Au début de la guerre civile libyenne, son père s'engage presque immédiatement dans le camp des rebelles, fournissant des soins médicaux pour les soldats rebelles, (et apparaissant dans un documentaire de Sky News, avec le journaliste anglais Alex Crawford sous le nom de M. M). Elle-même travaille dans différentes cliniques durant cette période.
Elle fonde l'organisation La Voix des Femmes Libyennes (VLW) en août 2011,,, et en est la présidente jusqu'en 2015. Elle est alors dans sa dernière année à l'école de médecine, et pense qu'il y a une fenêtre d'opportunité pour promouvoir une émancipation des femmes en Libye.
En 2012 et 2013, une campagne de cette organisation met l'accent sur les droits de la femme, sur l'utilisation abusive de la religion pour nier ces droits, et sur leur rôle pour la paix. La Voix des Femmes Libyennes travaille avec un réseau d'organismes communautaires et d'ONG à travers le pays, y compris l'ONG Ayadina à Benghazi, les Mères des Martyrs et le forum des femmes du Sud. La campagne atteint plus de 35 villes à travers le pays, aussi bien Ghat, au sud de la frontière libyenne, Tobrouk et El Baïda sur la frontière orientale, ou Nalout et Ghadamès à l'ouest. 

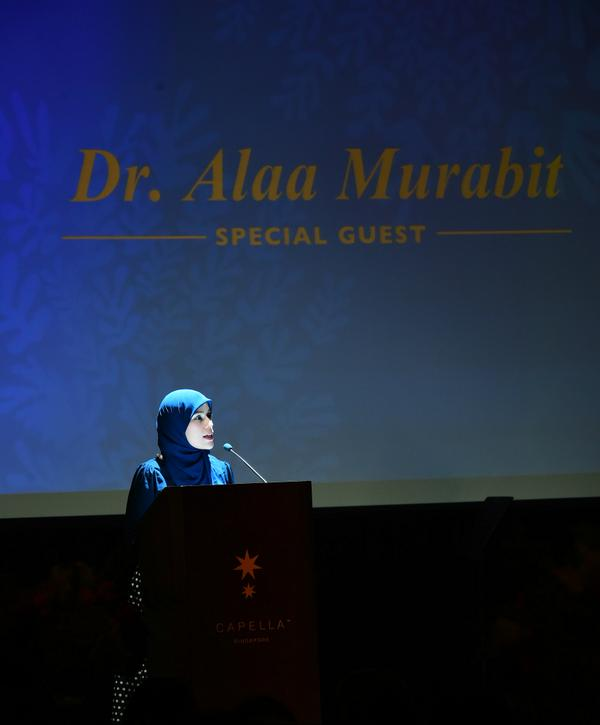
Alaa Murabit lors d'une conférence à Singapour.

Elle intervient également dans des événements et des assemblées internationales telle que Women in the World en 2013, ou encore l'Oslo Freedom Forum en mai 2015.
En juillet 2014, elle est mise à contribution par le conseil consultatif de  l'organisation des Nations Unies sur la surveillance de la mise en œuvre de la Résolution 1325 du Conseil de Sécurité sur les femmes, la paix et la sécurité. Elle est membre invitée de Ashoka depuis septembre 2014. Elle est également l'une des fondatrices de l'initiative de l'Université Harvard intitulée Everywoman, Everywhere.
En 2015, elle anime également des conférences TED, intitulées : «What my religion really says about women» (Ce que dit réellement ma religion sur les femmes), et mettant en exergue le poids de la société et des traditions, et la déformation du message religieux initial, sur les discriminations envers les femmes. Le New York Times sélectionne sa conférence parmi celles à suivre impérativement.

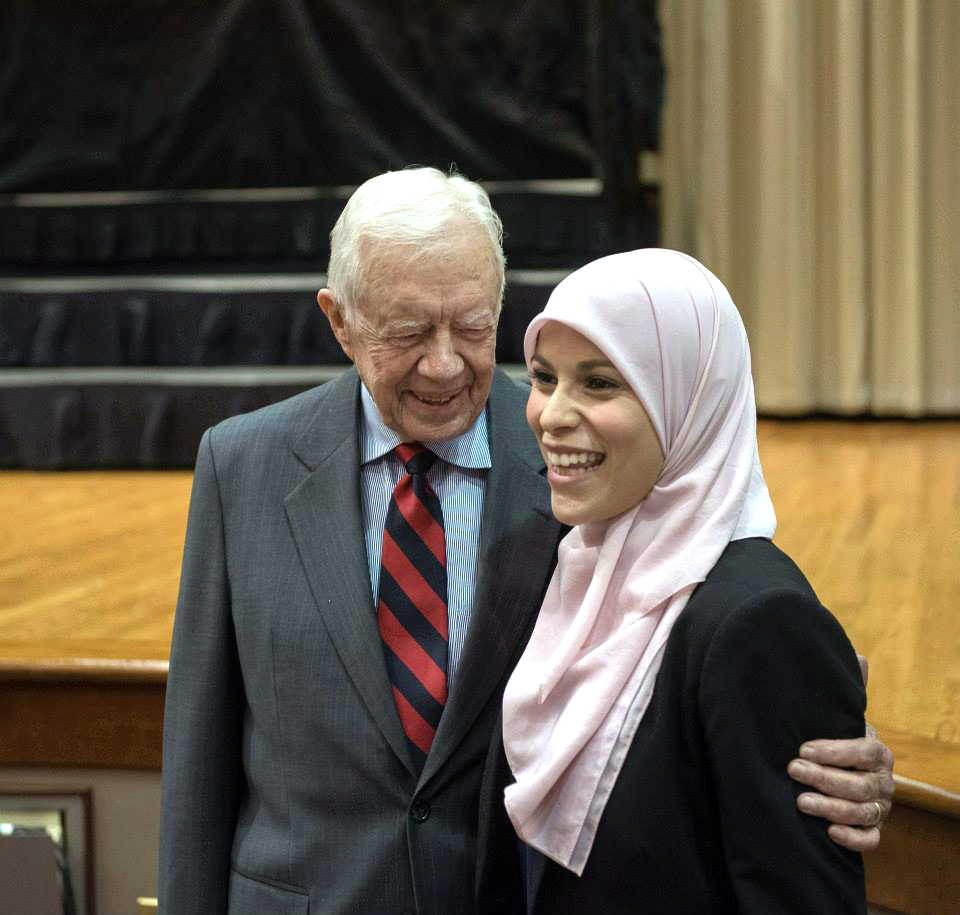
L'ancien président américain Jimmy Carter et Alaa Murabit.

En octobre 2015, elle est sollicitée pour participer au débat d'ouverture des Nations unies consacré au 15e anniversaire de la  résolution 1325 du Conseil de sécurité. En janvier 2016, elle fait partie d'un groupe de 17 personnalités éminentes retenues pour assister le secrétaire général de l'ONU dans une campagne de promotion des objectifs de développement durable,
 et en mars 2016, elle est nommée Commissaire  sur la Santé, l'Emploi et la Croissance Économique.
Elle devient membre du conseil d'administration  de plusieurs ONG dont l'International Alert, et le Fonds Malala. Elle continue à intervenir dans des conférences internationales, comme le Forum économique mondial, ou encore, la Conférence de Munich sur la Sécurité. Elle prépare également un PhD au King's College de Londres, en leadership et sécurité.

## Honneurs et récompenses
En 2013, elle se voit remettre le prix de la fondation Marisa Bellisario dans la catégorie Humanitaire international, par le Président de la République italienne,. En avril 2013, Newsweek la sélectionne également parmi les 25 femmes de moins de 25 ans à suivre, et elle est également mentionnée par la BBC dans les 100 Women.
En 2017, elle est reçue par la faculté de droit de Harvard en tant que "Woman Inspiring Change" et par l'Institut Aspen comme expert Aspen, et devient membre du Helena Group.